# Colori e simboli del Bologna Football Club 1909

Roberto Baggio (1997-98) indossa la classica divisa del Bologna: maglia palata rossoblù con pantaloncini bianchi

Questa voce raccoglie le informazioni riguardanti i colori e simboli del Bologna Football Club 1909, società calcistica per azioni italiana con sede a Bologna.

## Divise

### Prima divisa

#### Storia
Il Bologna sin dalla data della propria fondazione ha adottato come colori sociali il rosso e il blu. La prima maglia del Bologna, nel 1909, era a quarti rossi e blu, riproducendo la divisa del collegio svizzero Wiget auf Schönberg di Rorschach. Nel 1910 il club si dissociò dal circolo e le maglie da gioco furono modificate con pali verticali rossoblù. Questo tipo di disegno è rimasto praticamente immutato nel tempo, tranne che per la variazione annuale nella larghezza delle bande. 
Un'eccezione si ha dal 1910 al 1917, nei quali veniva indossata una maglia non più a pali ma a strisce, visto che ne contava ben sette solo sul petto. Questa particolare configurazione fu poi totalmente ripresa nella stagione 1950-1951 e parzialmente nella stagione 2009-2010. Tra gli anni 20 e 40 il Bologna utilizza casacche a cinque pali con collo a V, che alternano di rosso e di blu quello centrale; molto più utilizzata la prima versione.
Un'importante rivoluzione vi fu nella stagione 1974-1975 – nella maglia con la coccarda della Coppa Italia sul petto –, quando i pantaloncini divennero blu e non più bianchi, come era stato fino a quel momento. Questa scelta resterà tale per altre cinque stagioni consecutive, e per molte altre sparse negli anni successivi.
Nelle stagioni 1998-1999 e 1999-2000 fu apportato un cambio nella forma dei pali: la parte finale verso l'alto degli stessi diparte dal colletto invece che dalle spalle. Mentre nella stagione 2000-2001 la divisa torna simile a quella della prima stagione, con le parti laterali che scendendo verso il basso convergono verso il centro.
Nella stagione 2016-2017 la divisa presenta un colletto a V che richiama le divise dei primi successi del club. Nella stagione 2019-2020 la maglia ritorna simile a quelle degli anni 30-40 e parte degli 80, poiché i pali tornano ad essere cinque, il centrale è colorato di blu.

#### Evoluzione
| 1909-1910 | 1910-1917 | 1919-1925 | 1925-1929 | 1929-1930 | 1930-1936 | 1936-1942 | 1942-1946 | 1946-1949 | 1949-1950 |
| 1950-1952 | 1952-1957 | 1957-1960 | 1960-1964 | 1964-1965 | 1965-1970 | 1970-1971 | 1971-1973 | 1973-1974 | 1974-1975 |
| 1975-1978 | 1978-1979 | 1979-1980 | 1980-1982 | 1982-1983 | 1983-1984 | 1984-1986 | 1986-1988 | 1988-1989 | 1989-1990 |
| 1990-1991 | 1991-1992 | 1992-1993 | 1993-1994 | 1994-1996 | 1996-1997 | 1997-1998 | 1998-1999 | 1999-2000 | 2000-2001 |
| 2001-2002 | 2002-2003 | 2003-2004 | 2004-2005 | 2005-2006 | 2006-2007 | 2007-2008 | 2008-2009 | 2009-2010 | 2010-2011 |
| 2011-2012 | 2012-2013 | 2013-2014 | 2014-2015 | 2015-2016 | 2016-2017 | 2017-2018 | 2018-2019 | 2019-2020 | 2020-2021 |
| 2021-2022 | 2022-2023 | 2023-2024 | 2024-2025 | 2025-2026 |           |           |           |           |           |

### Seconda divisa

#### Storia
Il primo kit da trasferta del Bologna fu indossato a partire dalla stagione 1920-1921. La casacca e i calzoncini si presentavano totalmente bianchi, e molto spesso la prima presentava bordimanica rossi e blu, i calzettoni rimanevano gli stessi della divisa principale. Questa configurazione sarà utilizzata fino al 1924, nel cui periodo si alterneranno le prime strisce orizzontali degli stessi colori sul petto.
Nella stagione 1925-1926 il Bologna definì un cambiamento radicale, adottando come seconda maglia un kit totalmente verde con richiami neri; la ragione di questo cambiamento è la celebrazione del primo campionato vinto nella stagione precedente. Questa colore costituirà le divise fino alla stagione 1941-1942, con un intervallo tra il 1930 e il 1936, nel quale la maglia torna identica a quella della stagione del primo scudetto.
Il disegno delle casacche dal 1958 diverrà poi quello maggiormente utilizzato dai Rossoblù: si tratta di una sbarra nei colori societari. Questo tipo di disegno avrà piccole variazioni, come nelle stagioni 1995-1996 e 2013-2014, nelle quali il rosso e il blu vengono invertiti. Le sbarre verranno utilizzate ininterrottamente fino alla stagione 1979-1980, stagione oltretutto in cui vengono per la prima volta utilizzati dei pantaloncini blu scuri, opposti quindi rispetto alla divisa casalinga della stessa stagione.
Le divise degli anni 80 differiscono molto dalle precedenti. Nella stagione 1980-1981 le diagonali si trasformano in piccole strisce orizzontali degli stessi colori, collocate nella parte alta del petto; questo disegno sarà poi ripreso nella stagione 2018-2019. Dopo due stagioni (1982-1983) si riporterà alla luce un vecchio tipo di maglia: viene infatti reintrodotta la maglia verde di metà anni 20, con l'unica differenza dei calzoncini verdi e non neri. Negli anni successivi si iniziano ad utilizzare maglie bianche "pulite", che in certi casi presentano piccoli inserti e dettagli, o piccole strisce orizzontali. Nella stagione 1991-1992 – l'ultima prima di ritornare alle vecchie sbarre – viene adottato un tipo di disegno mai utilizzato prima: dei piccoli triangoli rossi e blu disposti in file orizzantali che decrescono di numero rispetto allo scendere della casacca. Nella stagione 1998-1999, cosi come nella successiva, ci fu un cambiamento degno di nota: le divise divengono gialle, di tono fosforescente, con calzettoni dello stesso colore e calzoncini blu con inserti gialli.
Nella stagione 2003-2004 viene utilizzata per la prima volta una maglia di color grigio metallizzato al posto del bianco. Dai primi anni 2010 i Felsinei iniziano ad utilizzare stabilmente i pantaloncini blu nella seconda divisa. Un cambiamento ci fu nella stagione 2016-2017, nella quale fu adottato per la seconda divisa nuovamente il colore giallo fosforescente o evidenziatore, scelto per ricordare la stagione 1998-1999, quando il Bologna arrivò in semifinale di Coppa UEFA e di Coppa Italia; l'unica differenza è il colore dei pantaloncini: uniformato col giallo della maglia. Altro cambiamento ci fu nella stagione 2019-2020, poiché fu introdotta per la prima volta una maglia bianca che presentava note di grigio stampato attraverso un effetto melange.

#### Evoluzione
| 1920-1924 | 1924-1925 | 1925-1926 | 1929-1930 | 1930-1936 | 1936-1943 | 1943-1944 | 1948-1954 | 1954-1955 | 1955-1958 |
| 1958-1963 | 1963-1964 | 1964-1965 | 1965-1970 | 1970-1971 | 1971-1974 | 1974-1975 | 1975-1978 | 1978-1979 | 1979-1980 |
| 1980-1982 | 1982-1983 | 1983-1984 | 1984-1987 | 1987-1988 | 1988-1989 | 1989-1990 | 1990-1991 | 1991-1992 | 1992-1993 |
| 1993-1994 | 1994-1995 | 1995-1996 | 1996-1997 | 1997-1998 | 1998-1999 | 1999-2000 | 2000-2001 | 2001-2002 | 2002-2003 |
| 2003-2004 | 2004-2005 | 2005-2006 | 2006-2007 | 2007-2008 | 2008-2009 | 2009-2010 | 2010-2011 | 2011-2012 | 2012-2013 |
| 2013-2014 | 2014-2015 | 2015-2016 | 2016-2017 | 2017-2018 | 2018-2019 | 2019-2020 | 2020-2021 | 2021-2022 | 2022-2023 |
| 2023-2024 | 2024-2025 | 2025-2026 |           |           |           |           |           |           |           |

### Terza divisa

#### Storia

Carlo Nervo con la terza divisa gialla della stagione 1997-1998

Il primo utilizzo della terza maglia da parte del Bologna è stato nella stagione del primo scudetto, una maglia verde scuro con calzoncini e calzettoni neri, indossata solamente nella finale di Lega Nord contro il Genoa, per mancanza di altre divise.
Per i successivi decenni si è deciso di non utilizzare nessuna terza maglia. La terza scelta riapparse nella stagione 1969-1970, quella della prima Coppa Italia, nella quale si utilizzò una casacca totalmente rossa con pantaloncini blu e calzettoni rossi. Nella stagione successiva se ne utilizzò una identica, con la coccarda della Coppa Italia.
Dopo ulteriori sette anni di vacanza di una terza divisa, nella stagione 1988-1989 si ritorna alla casacca verde scuro. Nelle stagioni 1993-1994 e 1997-1998 si introducono il colore giallo e gli inserti rossi e blu opacizzati; nel primo caso i calzoncini sono dello stesso colore della maglia, nel secondo sono blu scuri. Le due stagioni sul finire degli anni 90 sono quelle protagoniste di uno "scambio" con le seconde divise: vengono infatti utilizzate maglie bianchi con disegni già in uso nelle stagioni precedenti.
Gli anni 2000 si aprono con il ritorno della casacca gialla e calzoncini gialli nella stagione 2000-2001; questa configurazione verrà utilizzata nelle due stagioni successive, nelle quali le uniche variazioni furono la tonalità del giallo e il disegno degli inserti. Nella stagione 2003-2004 per la prima volta viene adottata come terza maglia un kit totalmente grigio chiaro. Dal 2004 al 2008 vengono utilizzate, alternatamente, casacche rosse e casacche blu scure con inserti neri. Nella stagione 2008-2009 la maglia si presenta con un nuovo colore: il total black, con maglia, pantaloncini e calzettoni neri.
Nella stagione 2009-2010, in occasione del centenario del club viene utilizzata una maglia verde con calzoncini e calzettoni neri, che richiama la prima terza divisa della storia del Bologna. Nelle successive stagioni vengono utilizzate maglie con colori molto accessi: verde chiaro nel 2010-2011, azzurro nel 2011-2012, verde evidenziatore nel 2013-2014 (con su scritti i cognomi dei calciatori dello Scudetto del 1964) e grigio tendente al rosso nel 2014-2015; unica eccezione nella stagione 2012-2013, nella quale la divisa è grigio scuro. Dopo il ritorno del nero nella stagione 2015-2016, nella 2016-2017 si palesa una delle divise meglio riuscite e più apprezzate di quel decennio: una maglia grigio scuro con il disegno della Torre Maratona dello Stadio Renato Dall'Ara sul lato destro. Nelle due stagioni successive la maglia è sempre blu, più acceso e con tre pali più scuri rispetto agli altri due nel primo caso, mentre di un blu molto più scuro con inserti rossi nel secondo; nella stagione 2018-2019 il kit viene scelto dai tifosi, attraverso un sondaggio del Bologna, che prevedeva la scelta tra quattro diverse casacche.
La maglia della stagione 2019-2020 è verde scuro con calzoncini e calzettoni neri. La maglia è molto simile a quella di dieci anni prima, questa è infatti la stagione dei 110 anni di storia del Bologna, e – come quella dell'annata 2009-2010 – vuole essere un ricordo alla stagione del primo Scudetto.

#### Evoluzione
| 1924-1925 | 1970-1971 | 1982-1983 | 1988-1989 | 1993-1994 | 1997-1998 | 1998-1999 | 1999-2000 | 2000-2001 | 2001-2002 |
| 2002-2003 | 2003-2004 | 2004-2005 | 2005-2006 | 2006-2007 | 2007-2008 | 2008-2009 | 2009-2010 | 2010-2011 | 2011-2012 |
| 2012-2013 | 2013-2014 | 2014-2015 | 2015-2016 | 2016-2017 | 2017-2018 | 2018-2019 | 2019-2020 | 2020-2021 | 2021-2022 |
| 2022-2023 | 2023-2024 | 2024-2025 |           |           |           |           |           |           |           |

### Divisa dei portieri

Gianluca Pagliuca con una delle divise da portiere della stagione 1999-2000

#### Evoluzione
| 1909-1910 | 1910-1911 | 1911-1912 | 1912-1913 | 1913-1920 | 1920-1924 | 1924-1925 | 1925-1926 | 1926-1929 | 1929-1930 |
| 1931-1932 | 1936-1937 | 1952-1953 | 1953-1954 | 1954-1955 | 1955-1957 | 1957-1961 | 1961-1962 | 1962-1963 | 1963-1964 |
| 1964-1965 | 1965-1970 | 1970-1971 | 1971-1972 | 1972-1973 | 1973-1974 | 1974-1975 | 1975-1976 | 1976-1977 | 1977-1978 |
| 1978-1979 | 1979-1980 | 1980-1982 | 1982-1983 | 1983-1984 | 1984-1985 | 1985-1987 | 1987-1988 | 1988-1989 | 1989-1990 |
| 1990-1991 | 1991-1992 | 1992-1993 | 1993-1994 | 1994-1995 | 1995-1996 | 1997-1998 | 1998-1999 | 1999-2000 | 2000-2001 |
| 2001-2002 | 2002-2003 | 2003-2004 | 2004-2005 | 2005-2006 | 2006-2007 | 2007-2008 | 2008-2009 | 2010-2011 | 2011-2012 |
| 2012-2013 | 2013-2014 | 2014-2015 | 2015-2016 | 2016-2017 | 2017-2018 | 2018-2019 | 2019-2020 | 2020-2021 | 2021-2022 |
| 2022-2023 | 2024-2025 |           |           |           |           |           |           |           |           |

### Altre divise

#### Divise speciali
Nella 2012-2013, il Bologna decide di indossare, nella gara di campionato contro la Sampdoria, una maglia completamente verde in occasione dell'Earth Day del 2013.
| Coppa Italia Finale 1969-1970 | Earth Day 2012-2013 | Portiere Earth Day 2012-2013 | Quarta divisa 2022-2023 | UCL 2024-2025 |

#### Divise celebrative
Nella stagione del centenario del club viene utilizzata – per una sola gara di campionato contro il Genoa – una maglia celebrativa quasi totalmente identica a quella della stagione di esordio, con uniche differenze in una piccola scritta riportante BFC 1909 sul taschino, e la linea nei dettagli dei calzettoni.
| 100 anni | Portiere 100 anni |

## Sponsor tecnici

Angelo Castronaro nella stagione 1978-1979 con indosso una casacca prodotta da Admiral, primo sponsor tecnico del Bologna

Di seguito la cronologia di sponsor tecnici del Bologna.
- 1909-1978 Non presente
- 1978-1979 Admiral
- 1980-1982 Tepa Sport
- 1982-1988 Ennerre
- 1988-1993 Uhlsport[45]
- 1993-1996 Erreà
- 1996-2000 Diadora
- 2000-2001 Umbro
- 2001- Macron[46][47][48]

## Simboli ufficiali

### Stemmi

Bandiera della città di Bologna, rappresentata dalla Croce di San Giorgio, ripresa negli stemmi societari

Lo stemma riporta in alto, in bianco su sfondo blu, le iniziali di Bologna Football Club (BFC) e l'anno di fondazione (1909). Sulla sinistra sono riportate le strisce con i colori sociali rossoblù, sulla destra è riportata una croce rossa bordata di blu su sfondo bianco che richiama la bandiera cittadina; tutto questo circondato da un bordo color platino.
Lo stemma originario è caratterizzato da un abbinamento di colori blu scuro e rosso; lo stile dei caratteri nella scritta BFC presente sulla sommità, riporta alla grafica dell'Art Nouveau, tipica del primo decennio del Novecento. Si narra che l'autore del logo sia stato lo stesso Arrigo Gradi, tuttavia nessuna fonte documentale dell'epoca ha mai confermato questa teoria.
Il logo del Bologna fece apparizioni saltuarie sulla maglia, fin dalle origini: durante i tornei di sospensione bellica dovuta alla prima guerra mondiale, lo stemma compariva a volte solamente sulla maglia del portiere; in seguito, alla ripresa dei campionati e nei primi anni 20, il logo apparve esclusivamente sulla seconda maglia bianca; così come nel 1932, quando riapparve sempre sulla seconda maglia bianca a fascia orizzontale rossoblù, con la nuova sigla BSC (Bologna Sezione Calcio), a celebrare la Bologna Sportiva voluta da Leandro Arpinati, la cui sezione calcio proprio in quella stagione faceva il suo esordio nella prestigiosa Coppa dell'Europa Centrale. Da quel momento in poi, una lunghissima assenza del logo sulle maglie del Bologna; anche se il logo aveva cambiato nuovamente sigla, che divenne BAGC (Bologna Associazione Giuoco del Calcio). La reintroduzione vi fu solo nella stagione 1988-1989, con il ritorno in serie A del club dopo sei lunghi anni.
Nel 1992-1993 il Bologna fallisce e il logo subisce una prima variazione storica: la nuova blasonatura societaria presenta un'aggiunta di carattere subito sotto la scritta BFC: la scritta 1909, che rappresenta l'anno di fondazione societario e anche la nuova denominazione adottata dopo il fallimento.
A partire dalla stagione 2001-2002, il logo subisce un restyling radicale: il rosso e il blu cambiano tonalità; il blu navy diventa quasi azzurro; i caratteri della sigla subiscono una stilizzazione importante e il loro colore cambia da oro al bianco; un bordo azzurro viene aggiunto come contorno alla croce rossa in campo bianco, il simbolo originario della città di Bologna.
Il 2009 è l'anno del centenario del club, e per l'occasione la società commissiona all'agenzia Sdbadv il logo ufficiale che accompagnerà l'intera annata e tutte le celebrazioni correlate. Il marchio, che venne apposto sulla maglia assieme a quello tradizionale, riprendeva nei caratteri l'insegna della antica birreria Ronzani, nei cui locali, cento anni prima, venne fondato il Bologna dai venticinque soci originari, tra cui Louis Rauch, Emilio Arnstein, Arrigo Gradi e Antonio Bernabéu. Oltre ai caratteri ispirati alla birreria Ronzani, il logo era contornato da un doppio cerchio rosso e blu mentre all'interno degli zeri di "100" erano racchiusi lo stemma del Bologna e un pallone di cuoio d'antan, come si usava agli albori del calcio del Novecento.
Nel 2018 il logo subisce un nuovo restyling. Il disegno rimane sostanzialmente invariato ma cambiano i colori: il bordo esterno passa dall'oro acceso a un grigio platino che verrà richiamato anche in altre rifiniture legate ai colori del club e anche sul sito web ufficiale; i colori sociali blu e rosso diventano più scuri, richiamando quelli degli stemmi pre-rifondazione.

Stemma usato dal 1993 al 2018
Stemma in uso dal 2018

### Inno
Di seguito il testo del primo inno del Bologna, composto da Giannino Tonelli e Vittorio Ortali nel 1912:
«Il vessillo rossobleu
la vittoria ci darà
per i nostri hip hip hip
per i nostri hip hurrà.
Siamo undici bei fiori
delle donne siam gli amori
del football giocatori
e sempre vincitori.
Noi siam gli allievi 
della vittoria
noi siam la gloria
del nostro club.
Pieghiamo il vessillo
di ogni club rivale
viva le nostre ball
e i nostri hip hurrà.
Il Bologna è uno squadrone
che tremare il mondo fa
hip hip hurrà. (ripetuto).»
Il primo esempio di inno del Bologna risale al 1912. Giannino Tonelli e Vittorio Ortali, frequentatori del Bar Libertas in via Ugo Bassi 13, la seconda sede sociale del Bologna dal 1910 al 1918, composero un inno in cui una frase, che venne adattata a refrain musicale, divenne per tanti anni un richiamo identificativo del Bologna da parte di tifosi e media: «Il Bologna è uno squadrone che tremare il mondo fa!». Di questa canzone – e di questo motto, che si crede erroneamente risalente agli anni 30 –, caduta in disuso per decenni e di cui si conosceva testo e titolo ma non lo spartito musicale – che fu scoperto casualmente nel 2011 –, se ne fece un arrangiamento delle prime note.
Solo negli anni 70 si ritorna a parlare di canzoni del Bologna calcio; il brano Alè Alè Forza Bologna del quartetto Passarini fu la prima a venir suonata allo stadio, venendo poi sostituita nel 1976 con la canzone di Dino Sarti Bologna campione che venne trasmessa allo stadio nelle stagioni successive, ma a causa dei risultati deludenti della squadra il disco, ritenuto scarsamente propiziatorio, venne abbandonato.

I cantautori bolognesi Gianni Morandi, Andrea Mingardi, Lucio Dalla e Luca Carboni, autori dell'inno Le tue ali Bologna

Dell'inno non se ne parlò più fino al 1988, con la canzone Le Tue Ali Bologna, scritta e cantata da Andrea Mingardi, assieme a Luca Carboni, Gianni Morandi e Lucio Dalla. Con il passare degli anni, anche Paolo Mengoli con la canzone Il sogno continua contribuì ad arricchire il repertorio di inni sul Bologna, ma fu un'altra canzone di Mingardi, Cuore rossoblù, a venir scelta dalla società come canzone ufficiale, facendola suonare dagli inizi degli anni 90 fino al 2012 quando ritornò a suonare allo stadio Le Tue Ali Bologna, in seguito alla morte di Dalla.
Con gli anni, sono stati scritti anche stornelli inventati e cantati dalla tifoseria nonostante non siano mai stati utilizzati dalla società, come per esempio La marcia del tifoso di Angelo Manfredini, il Bologna Rossolbu di Leonildo Marcheselli con il Coro Stelius e la Banda Puccini del 1974, Il Samba del Tifoso del 1975 scritta e cantata da Mario Medici assieme Dino Sarti e Fede Rossoblù, del 2001, degli Skiantos.
Il 16 settembre 2022 viene istituita per la prima volta nella storia petroniana una goal song, ovvero una canzone da far risuonare per pochi secondi negli attimi successivi alla marcatura di una rete nelle gare casalinghe; attraverso un sondaggio condotto sulla piattaforma Socios, i tifosi eleggono Levels di Avicii come goal song per la stagione 2022-2023. Dal 16 marzo 2025 la canzone viene sostituita con l'incipit di 50 Special dei Lùnapop.
Dai primi anni 2010, dopo ogni partita casalinga terminata con un risultato positivo a favore dei Petroniani, viene fatta risuonare L'anno che verrà di Lucio Dalla, dal 2023 anticipata dalla parte finale di Poetica di Cesare Cremonini.

### Iconografia

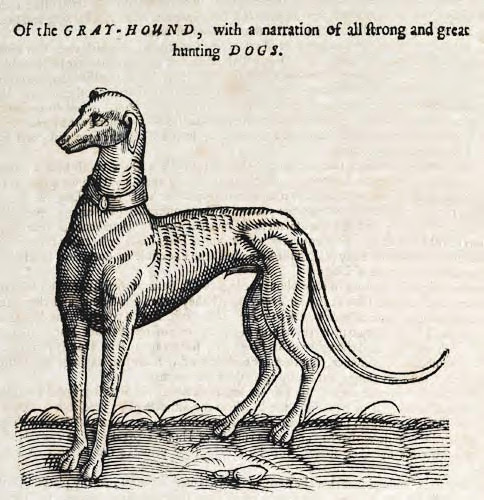
Il veltro nella sua variante più famosa in una xilografia del 1658: il greyhound

All'inizio dei primi anni 20, il Bologna non era ritratto nell'iconografia e nel bestiario del massimo campionato; non aveva un animale simbolo a cui fare riferimento. La carta stampata si rivolgeva al Bologna evocando i classici simboli cittadini, oppure ai colori sociali o al santo patrono. Poi, sempre all'inizio di quel decennio, quando il Bologna, sotto la guida di Hermann Felsner, approdò alla finale di Lega Nord nella stagione 1920-1921 stupendo tutti con un gioco veloce, fantasioso e ricco di preziosismi tecnici, il giornalista Bruno Roghi colmò la mancanza: il Bologna divenne "veltro" e, di riflesso, i suoi giocatori i "veltri". Il veltro non era altro che un veloce cane da caccia dell'antica famiglia dei levrieri, che comprendeva il noto greyhound inglese. Ben presto il nomignolo conquistò le prime pagine di tutti i quotidiani nazionali, e anche il Bologna entrò a far parte del bestiario del massimo torneo calcistico italiano. Il Bologna non associò mai ufficialmente l'immagine al club, né lo usò come stemma o logo su una qualsiasi divisa di gioco. 
(Bruno Roghi)

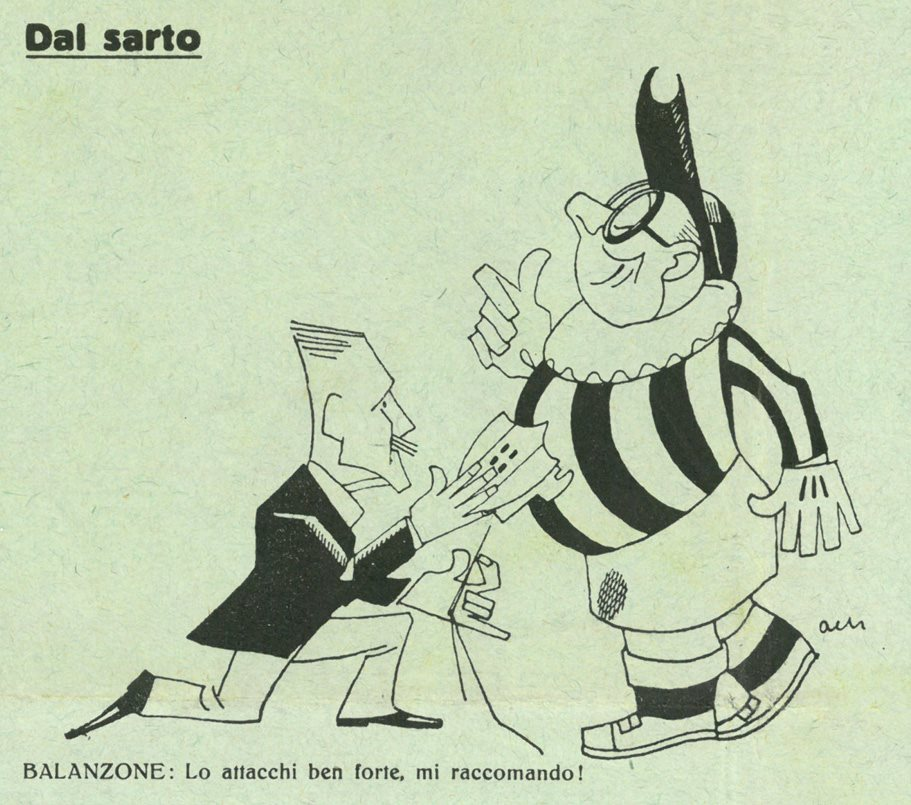
Balanzone, campione d'Italia 1928-1929, si fa cucire lo scudetto al petto

Altra icona legata a doppio filo al Bologna è quella del dottor Balanzone. Celebre e antica maschera della commedia dell'arte risalente al 1600, il Balanzone calcistico, disegnato superbamente da Carlin nei primi anni 20, aveva tratti caratteristici ed esilaranti: oltre all'immancabile cappello a feluca, alla maschera che gli copriva parzialmente il volto rubizzo e pasciuto, al bianco collare e agli occhiali con lenti spesse, al posto della classica toga da dottore indossava la maglia a strisce rossoblù del Bologna. Ritratto perennemente sovrappeso e gaudente – come "grassa" è la sua città di provenienza –, ma allo stesso tempo austero e cattedratico, non esitava a farsi vanto delle sue conquiste e vittorie calcistiche. A fargli da contraltare, non gli scherzi e le randellate di Fagiolino (altra celebre maschera bolognese del teatro dei burattini, tutta brio e monellerie), ma i protagonisti del campionato italiano di calcio.
Molto famose le vignette di Carlin ai tempi delle finali contro il Genoa del 1925: Balanzone e la caricatura di Renzo De Vecchi si sorreggono a vicenda, stremati dalle fatiche del campionato terminato a estate inoltrata; oppure, sempre durante le cinque finali del campionato del 1925, De Vecchi che chiede a Balanzone a proposito del titolo di Lega Nord che portava alla finale scudetto contro la vincitrice della Lega Sud: "dì, Balanzon, e se lo giocassimo alla morra?"; o ancora, durante il campionato 1935-1936 (il Bologna interruppe quell'anno il quinquennio di vittorie della Juventus), un Balanzone affannato si terge il sudore dalla fronte inseguito da Rosetta per le gradinate del Littoriale, con quest'ultimo che gli intima: "bada di non inciampare, perché adesso di juventini ne troverai dappertutto!". Naturalmente non solo Carlin disegnò il Balanzone bolognese, ma anche tanti altri artisti negli anni ne fecero il simbolo Rossoblù. Curiosamente, come accadde per il "veltro", il club non associò mai ufficialmente la figura di Balanzone al Bologna, in nessuno stemma o logo, né sulla maglia, e nemmeno su distintivi ufficiali. Solo negli anni 80 e poi di nuovo negli anni 2010, sotto le presidenze di Luigi Corioni e di Albano Guaraldi, la figura di Balanzone fu adottata come mascotte ufficiale: prima con il "Bally", poi con il "BalanzONE".

### Mascotte

Giancarlo Marocchi posa negli anni 80 con la mascotte Bally.

Nei primi anni della storia della società non esisteva una mascotte associata al Bologna. In seguito i tifosi decisero di adottare l'immagine del Dottor Balanzone, celebre figura della commedia dell'arte. Inizialmente però veniva raramente promossa dalla società, e la utilizzavano maggiormente i tifosi o i produttori di figurine. L'immagine della mascotte era quella di un uomo grosso con gli occhiali, con la maglia a righe rosse e blu, pantaloncini bianchi e scarpe da calcio, con gli occhiali, un cappello e il mantello nero; spesso aveva con sé anche un bastone.
Questa scelta della società di non legarsi a nessun simbolo cambiò nel corso degli anni 80, quando comparve per la prima volta nelle partite in casa il personaggio Bally, simile nel nome e nelle fattezze alla figura di Balanzone. Il personaggio però venne accantonato alla fine della stagione 1988-1989. A partire dal 2020, nel merchandising ufficiale della squadra e nelle intro televisive, appare un leone con una maglia rossoblu, animale presente nello stemma cittadino.

## Soprannomi
I principali soprannomi con i quali il Bologna viene riconosciuto in Italia sono quattro. 
Rossoblù è il soprannome più diffuso, colloquialmente utilizzato, in quanto riprende semplicemente i colori sociali (rosso e blu) della squadra; questo soprannome è utilizzato anche per il Cagliari e per il Genoa.
I giocatori del Bologna vengono spesso detti “felsinei” (AFI: /felˈsinei/), derivante dall'aggettivo felsinea (AFI: /felˈsinea/) attribuito alla città di Bologna, in quanto nel periodo degli etruschi la denominazione era Felsina (AFI: /ˈfɛlsina/).
Gli altri soprannomi sono “petroniani” (AFI: /peˈtrɔnjani/), che deriva da San Petronio, santo patrono della città; e veltri (AFI: /ˈveltri/), aggettivo attribuito alla squadra da parte del giornalista sportivo Bruno Roghi, utilizzato prevalentemente negli anni delle prime glorie internazionali della società.